# Hochfrequenztechnik

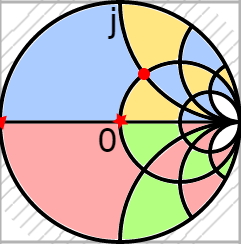
Das Smith-Diagramm ist ein wichtiges Hilfsmittel der HF-Technik und ein Logo dieses Arbeitsgebiets

Die Hochfrequenztechnik, abgekürzt HF-Technik, ist ein Teilgebiet der Elektrotechnik und damit der Ingenieurwissenschaften. Die HF-Technik befasst sich mit elektromagnetischen Wellen und deren Übertragung. Im Fokus stehen die Methoden, Geräte und Anlagen zu ihrer Erzeugung, die Theorie und Praxis der Wellenausbreitung sowie der Empfang der Wellen. Wichtige Teilgebiete sind die Antennentechnik und die Hochfrequenzmesstechnik. Es wird seit der Entdeckung der Möglichkeiten drahtloser Kommunikation mittels hochfrequenter Wellen in der Mitte des 19. Jahrhunderts von Hochfrequenztechnik gesprochen, seit Beginn des 20. Jahrhunderts entwickelte sie sich zu einem eigenen Gebiet innerhalb der Elektrotechnik und Physik.
Ein Elektroingenieur, der sich hierauf spezialisiert hat, wird Hochfrequenz-Ingenieur genannt, kurz HF-Ingenieur. Andere Personen, die sich hiermit befassen, kann man allgemein als Hochfrequenztechniker bezeichnen, kurz HF-Techniker.

## Anwendungen
Praktische Anwendung findet die HF-Technik auf vielen Gebieten des täglichen Lebens, wie beispielsweise bei Handys oder Smartphones, bei Rundfunk und Fernsehen, in verkehrs- und sicherheitsrelevanten Anwendungen, wie im Flugfunk, Seefunk und Polizeifunk, der Luftraumüberwachung mithilfe von Radargeräten und sogar der Sicherheitsüberprüfung an Flughäfen durch Körperscanner, außerdem bei Funkfernbedienungen und Funkfernsteuerungen sowie auf vielen weiteren Gebieten von Wissenschaft und Technik, zum Beispiel in der Medizin für Diagnose und Therapie (z. B. Hochfrequenzthermotherapie), bei der zerstörungsfreien Werkstoffprüfung, oder als Bodenradar in der Archäologie und Geophysik.

## Frequenzbereich
Der Frequenzbereich der Hochfrequenztechnik ist nicht einheitlich definiert. Eine enge Definition der Internationalen Fernmeldeunion beschränkt ihn auf 3 MHz bis 30 MHz, also dem traditionell als Kurzwelle bezeichneten Frequenzband, und bezeichnet die darüber liegenden Frequenzbänder für 30 MHz bis 300 MHz als VHF (Very High Frequency; deutsch: sehr hohe Frequenz), im Deutschen früher oft als UKW (Ultrakurzwelle) bezeichnet, für 300 MHz bis 3 GHz als UHF (Ultra High Frequency; deutsch: ultrahohe Frequenz), für 3 GHz bis 30 GHz als SHF (Super High Frequency; deutsch: superhohe Frequenz) und für 300 GHz bis 3 THz als EHF (Extremely High Frequency; deutsch: extrem hohe Frequenz). Neuerdings ist noch ein weiteres Band dazugekommen, nämlich für 3 THz bis 30 THz als THF (Tremendously High Frequency; deutsch: gewaltig hohe Frequenz). Eine weite Auslegung des Begriffs Hochfrequenz erlaubt die Verwendung für alle genannten Frequenzbänder, demnach ab etwa 3 MHz bis etwa 30 THz oder noch darüber hinaus, somit für einen Großteil des elektromagnetischen Spektrums insgesamt.
Im Gegensatz zur Gleichstromtechnik befasst sich die HF-Technik mit Wechselströmen, wobei hier traditionell die unterschiedlichen Arbeitsgebiete entsprechend der charakteristischen Eigenschaft des Wechselstroms, nämlich seiner Frequenz, unterteilt wurden in die Niederfrequenztechnik (NF-Technik), zuweilen noch, aber sehr selten die „Mittelfrequenztechnik“, dann die Hochfrequenztechnik, und früher gelegentlich verwendet schließlich noch die Höchstfrequenztechnik. (So gab es früher an einigen Universitäten „Lehrstühle für Hoch- und Höchstfrequenztechnik“, wobei inzwischen sinnvollerweise auf die Verwendung des Superlativ zumeist verzichtet wird.) Praktisch übriggeblieben sind heute nur die Bezeichnungen NF-Technik und HF-Technik, wobei die Grenze etwa bei 3 MHz liegt, aber durchaus auch niedriger angenommen werden darf. Beispielsweise gelten die aus der HF-Technik bekannten Gesetzmäßigkeiten auch unterhalb von 3 MHz, also auch im Mittelwellen- und Langwellenbereich. Wie die untere ist auch die obere Frequenzgrenze der HF-Technik nicht scharf gezogen. Üblicherweise zählt man auch den Millimeterwellenbereich, also Frequenzen bis zu 300 GHz mit dazu. Häufig hört man auch den Begriff Mikrowellentechnik, beispielsweise in Zusammenhang mit Mikrowellenöfen. Dieser Trivialname stammt ursprünglich aus dem amerikanischen Englisch (Mikrowellen auf Englisch: microwaves) und meint einen Teilbereich des Hochfrequenzbereichs, etwa von 300 MHz bis 300 GHz. Die Mikrowellentechnik kann als Teilgebiet der Hochfrequenztechnik aufgefasst werden.

## Teilgebiete
Wichtige Teilgebiete der Hochfrequenztechnik sind:
- Leitungstheorie (siehe auch: Smith-Diagramm und Hohlleiter)
- Hochfrequenzfilter (Tiefpass, Hochpass, Bandpass)
- Historische Komponenten (Bauelemente) wie Laufzeitröhren
- Passive Komponenten wie Signalteiler, Impedanztransformator, Modeblocker oder Richtkoppler
- Komponenten mit Halbleitern wie Detektoren, Mischer, Frequenzverdoppler, Verstärker
- Oszillator (div. Halbleiter, Magnetron)
- Antennentechnik wie Parabolantennen, Patchantennen und Yagi-Antennen
- Sende- und Empfangstechnik (siehe auch: Überlagerungsempfänger)
- Modulationsverfahren
- Digitale Übertragungsverfahren
- Hochfrequenzmesstechnik
- Radar- und Richtfunktechnik
- RFID-Technik

## Bedeutende HF-Techniker
- Heinrich Hertz (1857–1894) gelang in den 1880er-Jahren der erste experimentelle Nachweis und die Übertragung elektromagnetischer Wellen von einem Sender zu einem Empfänger.
- Nikola Tesla (1856–1943) experimentierte in den 1890er-Jahren mit hochfrequenten Wechselströmen, auch in Hinblick auf die Möglichkeit einer drahtlosen Energieübertragung.
- Alexander Popow (1859–1906) überbrückte 1895 drahtlos zunächst 190 Meter und steigerte dies bis 1900 auf 112 Kilometer.
- Guglielmo Marconi (1874–1937) gilt als der Pionier der drahtlosen Kommunikation. Ihm gelang 1903 die erste Transatlantik-Übertragung.
- Phillip Smith (1905–1987) entwickelte 1937 das nach ihm benannte Diagramm, eines der wichtigsten zeichnerischen Hilfsmittel der HF-Technik.